# José Manuel Pardo Gayoso
José (o Juan) Manuel Pardo Gayoso ( 6 de julio de 1918-8 de septiembre de 1995) fue un militar, abogado y político español.

## Biografía
Nacido el 6 de julio de 1918 en Lugo, era hijo del abogado y político Juan Manuel Pardo y Pardo-Montenegro y de Purificación Gayoso y Arias-Enríquez; y nieto de Manuel Pardo de la Vega, también conocido como Manuel Pardo de Guevara de la Vega, Señores del pazo de Mirapeixe. Fue uno de los fundadores de la Falange lucense, así como del Sindicato Español Universitario (SEU). Combatió como alférez provisional en el bando franquista durante la guerra civil española. Ejerció de gobernador civil de la provincia de Guadalajara entre 1958 y 1963 (desempeñando simultáneamente la posición de jefe provincial de Falange Española Tradicionalista y de las JONS) y de la provincia de Jaén entre 1963 y 1968. En 1969 fue nombrado inspector nacional de Cooperación, en la Delegación Nacional de Sindicatos, ocupando el cargo hasta 1977.
Pardo, que llegó al rango de general de brigada en el ejército, participó como abogado ayudante de la defensa del teniente coronel golpista Antonio Tejero. También fue autor de varios ensayos históricos.
Falleció el 8 de septiembre de 1995 en la parroquia gallega de Santa Marina, en el pazo de Mirapeixe, concello de Otero de Rey.

## Reconocimientos
- Gran Cruz de la Orden del Mérito Civil (1963)[15]
- Gran Cruz de la Orden del Mérito Militar con distintivo blanco(1966)[16]
- Gran Cruz de la Orden del Mérito Agrícola[11]
- Gran Cruz de la Orden de Cisneros[11]
- Gran Cruz de la Orden Imperial del Yugo y las Flechas[11]
- Cruz Roja de la Orden del Mérito Militar[11]
- Cruz Laureada De San Fernando[11]